# Videojuego multijugador en línea
Un videojuego multijugador en línea o MOG (siglas en inglés de multiplayer online game) es un videojuego multijugador que puede ser jugado mediante un servidor de videojuego por medio de Internet, con jugadores de otras partes del mundo. 
La diferencia entre estos videojuegos y los videojuegos de rol multijugador masivos en línea(MMORPG) es que no crean un mundo persistente, en él crean una arena para ser usada durante una sola partida o ronda. Es decir, dependen de un servidor de videojuego usado únicamente para esa ronda, y puede haber numerosos servidores alrededor del mundo. Los videojuegos de rol multijugador masivos en línea, por otra parte, dependen de servidores dedicados, ya que estos videojuegos deben funcionar constantemente.

## Estructura de servidor y jugabilidad
La existencia de una gran variedad y número de servidores han hecho posible distintas variaciones en la jugabilidad.
Por ejemplo, en Battlefield 2, los servidores tienen sus propios nombres, sitios web y grupos de videojugadores conocidos como «clanes». Generalmente una lista de reglas se mostrará cuando un jugador inicie sesión por primera vez.

## Videojuegos multijugador en línea de navegador
Un videojuego multijugador en línea de navegador es un caso especial de un videojuego multijugador en línea que es jugado usando un navegador web. El término también podría aplicarse a muchas otras competiciones por navegador.
Para funcionar en un navegador web, la implementación del lado del cliente debe ser una solución como HTML, JavaScript, Adobe Flash, Java o un plugin de navegador. A diferencia de un cliente independiente, al estar reducido a un navegador se limita en cierto punto el uso de renderizado 3D. Los videojuegos multijugador masivos en línea de navegador pueden ser vistos como un desarrollo evolutivo de implementaciones de navegador de los juegos de mesa o los juegos de foros.
Muchos tipos de videojuegos multijugador masivos en línea pueden potencialmente ser de navegador. Ejemplos populares incluyen sitios web simples como un sitio web de un mercado de predicciones como Abbatia o videojuegos que usan algo de renderizado 3D como RuneScape y Quake Live.